# Pierzyska
Pierzyska – wieś w Polsce położona w województwie wielkopolskim, w powiecie gnieźnieńskim, w gminie Łubowo.
W latach 1954-1961 wieś była siedzibą gromady Pierzyska, po jej zniesieniu w gromadzie Łubowo. W latach 1975–1998 miejscowość administracyjnie należała do województwa poznańskiego.
We wsi znajduje się stacja kolejowa Pierzyska.